# Josey McNamara
Josey Callum McNamara (* Februar 1986) ist ein britischer Filmproduzent.

## Leben
McNamara war zunächst seit 2009 als sogenannter Set-Runner im Filmgeschäft aktiv. Seit 2010 war er als Regieassistent in verschiedenen Positionen tätig und war an Produktionen wie Zorn der Titanen (2012), Fast & Furious 6 (2013), Alles eine Frage der Zeit (2013), Suite française – Melodie der Liebe (2014) und Die Frau in Gold beteiligt. Zuletzt arbeitete er in diesem Bereich 2016 bei Bastille Day mit.
Danach wandte er sich auch mit namentlicher Nennung der Filmproduktion zu und produzierte 2018 die Actionkomödie Terminal – Rache war nie schöner. 2019 war er an Dreamland beteiligt, dem 2021 Promising Young Woman folgte. Dieser brachte ihm zusammen mit dem übrigen Produzententeam für die Oscarverleihung 2021 die Nominierung in der Kategorie Bester Film ein. Hinzu kamen zwei Nominierungen bei den British Academy Film Awards und eine Nominierung für den Producers Guild of America Award.
Zusammen mit Tom Ackerley, Margot Robbie und Sophia Kerr gründete McNamara 2014 die Produktionsfirma LuckyChap Entertainment. Deren erste Veröffentlichung war I, Tonya im Jahr 2017. Im Jahr 2023 erschien der erneut mit Robbie in der Hauptrolle besetzte Film Barbie, für den McNamara als Executive Producer fungierte. Gemeinsam mit Robbie und Emerald Fennell produzierte er Fennells Thriller Saltburn, der ebenfalls im Jahr 2023 veröffentlicht wurde. 2024 folgte die Komödie My Old Ass, den McNamara zusammen mit Ackerley, Robbie und Steven Rales produzierte.
McNamara ist Mitglied der Producers Guild of America.

## Filmografie
Produzent
- 2018: Terminal – Rache war nie schöner (Terminal)
- 2019: Dreamland
- 2020: Promising Young Woman
- 2021: The Humming of the Beast (Kurzfilm)
- 2023: Boston Strangler
- 2023: Saltburn
- 2024: My Old Ass
- 2025: Borderline

Executive Producer
- 2022: Dollface (Fernsehserie, 10 Episoden)
- 2022: Mike (Miniserie, 8 Episoden)
- 2023: Barbie